# Lodge Act
Der Lodge Act ist ein US-amerikanisches Gesetz, das von Senator Henry Cabot Lodge junior eingebracht und 1951 ratifiziert wurde. Es stellt eine Sonderregelung des amerikanischen Einwanderungsgesetzes dar. Danach konnten Soldaten, die in ihren Heimatländern politischer Verfolgung ausgesetzt waren, sofort die amerikanische Staatsbürgerschaft verliehen werden, wenn sie bereit waren, in den US-Streitkräften zu dienen. Das Gesetz ist 1959 außer Kraft getreten.
Das Militär zeigte kein Interesse an einer größeren Rekrutierung von Ausländern, mit Ausnahme der Special Forces. Präsident Dwight Eisenhower sagte dazu 1951 dem Time Magazine: “When Rome went out and hired mercenary soldiers, Rome fell”.